# 800 متر في الألعاب الأولمبية الصيفية 2012 - رجال
أقيم نهائي 800 متر رجال في الألعاب الأولمبية الصيفية 2012 يوم 8 أغسطس بالملعب الأولمبي بلندن

## الرقم القياسي
الرقم القياسي العالمي والأولمبي للفعالية قبل الألعاب الأولمبية :
| الرقم القياسي العالمي  | 1 د 41 ث 01 | ديفيد روديشا كينيا   | 29 أغسطس 2010 | رييتي   |
| الرقم القياسي الأولمبي | 1 د 42 ث 58 | فيبورن رودال النرويج | 31 يوليو 1996 | أتلانتا |

## المتوجون بالميدالية
| الذهبية            | الفضية              | البرونزية          |
| ديفيد روديشا كينيا | نايجل أموس بوتسوانا | تيموثي كيتوم كينيا |

## وصلات خارجية
- الفعالية على موقع الألعاب الأولمبية 2012